# 벤 미
벤자민 토머스 미(Benjamin Thomas Mee, 1989년 9월 21일 ~ )는 잉글랜드의 축구선수이다. 현재 브렌트퍼드에서 활약하고 있으며, 포지션은 수비수이다.